# Список астероїдів (60001—60100)
| Назва                  | Тимчасове позначення | Дата відкриття | Місце відкриття             | Відкривач                   |
| ---------------------- | -------------------- | -------------- | --------------------------- | --------------------------- |
| 60001 Аделька (Adelka) | 1999 TG5             | 4 жовтня 1999  | Обсерваторія Ондржейов      | Ленка Коткова               |
| (60002) 1999 TU5       | 1999 TU5             | 6 жовтня 1999  | Обсерваторія Гай-Пойнт      | Денніс Чесні                |
| (60003) 1999 TM7       | 1999 TM7             | 7 жовтня 1999  | Вішнянська обсерваторія     | Корадо Корлевіч, Маріо Юріч |
| (60004) 1999 TC13      | 1999 TC13            | 10 жовтня 1999 | Обсерваторія Оїдзумі        | Такао Кобаяші               |
| (60005) 1999 TW15      | 1999 TW15            | 7 жовтня 1999  | Вішнянська обсерваторія     | Корадо Корлевіч, Маріо Юріч |
| 60006 Holgermandel     | 1999 TB16            | 13 жовтня 1999 | Штаркенбурзька обсерваторія | Штаркенбурзька обсерваторія |
| (60007) 1999 TO16      | 1999 TO16            | 13 жовтня 1999 | Обсерваторія Ондржейов      | Петер Кушнірак, Петр Правец |
| 60008 Jarda            | 1999 TP16            | 14 жовтня 1999 | Обсерваторія Ондржейов      | Ленка Коткова               |
| (60009) 1999 TL17      | 1999 TL17            | 15 жовтня 1999 | Обсерваторія Модри          | Адріан Галад, Юрай Тотг     |
| (60010) 1999 TK18      | 1999 TK18            | 13 жовтня 1999 | Станція Сінлун              | SCAP                        |
| (60011) 1999 TA20      | 1999 TA20            | 15 жовтня 1999 | Станція Сінлун              | SCAP                        |
| (60012) 1999 TU26      | 1999 TU26            | 3 жовтня 1999  | Сокорро (Нью-Мексико)       | LINEAR                      |
| (60013) 1999 TW26      | 1999 TW26            | 3 жовтня 1999  | Сокорро (Нью-Мексико)       | LINEAR                      |
| (60014) 1999 TW27      | 1999 TW27            | 3 жовтня 1999  | Сокорро (Нью-Мексико)       | LINEAR                      |
| (60015) 1999 TD31      | 1999 TD31            | 4 жовтня 1999  | Сокорро (Нью-Мексико)       | LINEAR                      |
| (60016) 1999 TJ33      | 1999 TJ33            | 4 жовтня 1999  | Сокорро (Нью-Мексико)       | LINEAR                      |
| (60017) 1999 TP36      | 1999 TP36            | 12 жовтня 1999 | Станція Андерсон-Меса       | LONEOS                      |
| (60018) 1999 TN37      | 1999 TN37            | 15 жовтня 1999 | Станція Андерсон-Меса       | LONEOS                      |
| (60019) 1999 TW38      | 1999 TW38            | 1 жовтня 1999  | Каталінський огляд          | Каталінський огляд          |
| (60020) 1999 TN39      | 1999 TN39            | 3 жовтня 1999  | Каталінський огляд          | Каталінський огляд          |
| (60021) 1999 TT42      | 1999 TT42            | 3 жовтня 1999  | Обсерваторія Кітт-Пік       | Spacewatch                  |
| (60022) 1999 TX44      | 1999 TX44            | 3 жовтня 1999  | Обсерваторія Кітт-Пік       | Spacewatch                  |
| (60023) 1999 TC45      | 1999 TC45            | 3 жовтня 1999  | Обсерваторія Кітт-Пік       | Spacewatch                  |
| (60024) 1999 TW47      | 1999 TW47            | 4 жовтня 1999  | Обсерваторія Кітт-Пік       | Spacewatch                  |
| (60025) 1999 TY52      | 1999 TY52            | 6 жовтня 1999  | Обсерваторія Кітт-Пік       | Spacewatch                  |
| (60026) 1999 TC72      | 1999 TC72            | 9 жовтня 1999  | Обсерваторія Кітт-Пік       | Spacewatch                  |
| (60027) 1999 TP80      | 1999 TP80            | 11 жовтня 1999 | Обсерваторія Кітт-Пік       | Spacewatch                  |
| (60028) 1999 TB81      | 1999 TB81            | 11 жовтня 1999 | Обсерваторія Кітт-Пік       | Spacewatch                  |
| (60029) 1999 TM88      | 1999 TM88            | 2 жовтня 1999  | Сокорро (Нью-Мексико)       | LINEAR                      |
| (60030) 1999 TE89      | 1999 TE89            | 2 жовтня 1999  | Сокорро (Нью-Мексико)       | LINEAR                      |
| (60031) 1999 TH89      | 1999 TH89            | 2 жовтня 1999  | Сокорро (Нью-Мексико)       | LINEAR                      |
| (60032) 1999 TJ92      | 1999 TJ92            | 2 жовтня 1999  | Сокорро (Нью-Мексико)       | LINEAR                      |
| (60033) 1999 TV92      | 1999 TV92            | 2 жовтня 1999  | Сокорро (Нью-Мексико)       | LINEAR                      |
| (60034) 1999 TX92      | 1999 TX92            | 2 жовтня 1999  | Сокорро (Нью-Мексико)       | LINEAR                      |
| (60035) 1999 TO93      | 1999 TO93            | 2 жовтня 1999  | Сокорро (Нью-Мексико)       | LINEAR                      |
| (60036) 1999 TD94      | 1999 TD94            | 2 жовтня 1999  | Сокорро (Нью-Мексико)       | LINEAR                      |
| (60037) 1999 TH94      | 1999 TH94            | 2 жовтня 1999  | Сокорро (Нью-Мексико)       | LINEAR                      |
| (60038) 1999 TR94      | 1999 TR94            | 2 жовтня 1999  | Сокорро (Нью-Мексико)       | LINEAR                      |
| (60039) 1999 TS94      | 1999 TS94            | 2 жовтня 1999  | Сокорро (Нью-Мексико)       | LINEAR                      |
| (60040) 1999 TK96      | 1999 TK96            | 2 жовтня 1999  | Сокорро (Нью-Мексико)       | LINEAR                      |
| (60041) 1999 TF100     | 1999 TF100           | 2 жовтня 1999  | Сокорро (Нью-Мексико)       | LINEAR                      |
| (60042) 1999 TF102     | 1999 TF102           | 2 жовтня 1999  | Сокорро (Нью-Мексико)       | LINEAR                      |
| (60043) 1999 TT102     | 1999 TT102           | 2 жовтня 1999  | Сокорро (Нью-Мексико)       | LINEAR                      |
| (60044) 1999 TA103     | 1999 TA103           | 2 жовтня 1999  | Сокорро (Нью-Мексико)       | LINEAR                      |
| (60045) 1999 TD104     | 1999 TD104           | 3 жовтня 1999  | Сокорро (Нью-Мексико)       | LINEAR                      |
| (60046) 1999 TL104     | 1999 TL104           | 3 жовтня 1999  | Сокорро (Нью-Мексико)       | LINEAR                      |
| (60047) 1999 TQ104     | 1999 TQ104           | 3 жовтня 1999  | Сокорро (Нью-Мексико)       | LINEAR                      |
| (60048) 1999 TS104     | 1999 TS104           | 3 жовтня 1999  | Сокорро (Нью-Мексико)       | LINEAR                      |
| (60049) 1999 TW105     | 1999 TW105           | 3 жовтня 1999  | Сокорро (Нью-Мексико)       | LINEAR                      |
| (60050) 1999 TJ106     | 1999 TJ106           | 4 жовтня 1999  | Сокорро (Нью-Мексико)       | LINEAR                      |
| (60051) 1999 TN106     | 1999 TN106           | 4 жовтня 1999  | Сокорро (Нью-Мексико)       | LINEAR                      |
| (60052) 1999 TM107     | 1999 TM107           | 4 жовтня 1999  | Сокорро (Нью-Мексико)       | LINEAR                      |
| (60053) 1999 TB109     | 1999 TB109           | 4 жовтня 1999  | Сокорро (Нью-Мексико)       | LINEAR                      |
| (60054) 1999 TF110     | 1999 TF110           | 4 жовтня 1999  | Сокорро (Нью-Мексико)       | LINEAR                      |
| (60055) 1999 TB112     | 1999 TB112           | 4 жовтня 1999  | Сокорро (Нью-Мексико)       | LINEAR                      |
| (60056) 1999 TG116     | 1999 TG116           | 4 жовтня 1999  | Сокорро (Нью-Мексико)       | LINEAR                      |
| (60057) 1999 TZ117     | 1999 TZ117           | 4 жовтня 1999  | Сокорро (Нью-Мексико)       | LINEAR                      |
| (60058) 1999 TE118     | 1999 TE118           | 4 жовтня 1999  | Сокорро (Нью-Мексико)       | LINEAR                      |
| (60059) 1999 TG118     | 1999 TG118           | 4 жовтня 1999  | Сокорро (Нью-Мексико)       | LINEAR                      |
| (60060) 1999 TS118     | 1999 TS118           | 4 жовтня 1999  | Сокорро (Нью-Мексико)       | LINEAR                      |
| (60061) 1999 TY118     | 1999 TY118           | 4 жовтня 1999  | Сокорро (Нью-Мексико)       | LINEAR                      |
| (60062) 1999 TE119     | 1999 TE119           | 4 жовтня 1999  | Сокорро (Нью-Мексико)       | LINEAR                      |
| (60063) 1999 TN121     | 1999 TN121           | 4 жовтня 1999  | Сокорро (Нью-Мексико)       | LINEAR                      |
| (60064) 1999 TG123     | 1999 TG123           | 4 жовтня 1999  | Сокорро (Нью-Мексико)       | LINEAR                      |
| (60065) 1999 TR123     | 1999 TR123           | 4 жовтня 1999  | Сокорро (Нью-Мексико)       | LINEAR                      |
| (60066) 1999 TM124     | 1999 TM124           | 4 жовтня 1999  | Сокорро (Нью-Мексико)       | LINEAR                      |
| (60067) 1999 TH126     | 1999 TH126           | 4 жовтня 1999  | Сокорро (Нью-Мексико)       | LINEAR                      |
| (60068) 1999 TN127     | 1999 TN127           | 4 жовтня 1999  | Сокорро (Нью-Мексико)       | LINEAR                      |
| (60069) 1999 TK129     | 1999 TK129           | 6 жовтня 1999  | Сокорро (Нью-Мексико)       | LINEAR                      |
| (60070) 1999 TY129     | 1999 TY129           | 6 жовтня 1999  | Сокорро (Нью-Мексико)       | LINEAR                      |
| (60071) 1999 TY131     | 1999 TY131           | 6 жовтня 1999  | Сокорро (Нью-Мексико)       | LINEAR                      |
| (60072) 1999 TN132     | 1999 TN132           | 6 жовтня 1999  | Сокорро (Нью-Мексико)       | LINEAR                      |
| (60073) 1999 TQ135     | 1999 TQ135           | 6 жовтня 1999  | Сокорро (Нью-Мексико)       | LINEAR                      |
| (60074) 1999 TV137     | 1999 TV137           | 6 жовтня 1999  | Сокорро (Нью-Мексико)       | LINEAR                      |
| (60075) 1999 TZ142     | 1999 TZ142           | 7 жовтня 1999  | Сокорро (Нью-Мексико)       | LINEAR                      |
| (60076) 1999 TC143     | 1999 TC143           | 7 жовтня 1999  | Сокорро (Нью-Мексико)       | LINEAR                      |
| (60077) 1999 TZ143     | 1999 TZ143           | 7 жовтня 1999  | Сокорро (Нью-Мексико)       | LINEAR                      |
| (60078) 1999 TS146     | 1999 TS146           | 7 жовтня 1999  | Сокорро (Нью-Мексико)       | LINEAR                      |
| (60079) 1999 TB147     | 1999 TB147           | 7 жовтня 1999  | Сокорро (Нью-Мексико)       | LINEAR                      |
| (60080) 1999 TG149     | 1999 TG149           | 7 жовтня 1999  | Сокорро (Нью-Мексико)       | LINEAR                      |
| (60081) 1999 TV149     | 1999 TV149           | 7 жовтня 1999  | Сокорро (Нью-Мексико)       | LINEAR                      |
| (60082) 1999 TL150     | 1999 TL150           | 7 жовтня 1999  | Сокорро (Нью-Мексико)       | LINEAR                      |
| (60083) 1999 TG151     | 1999 TG151           | 7 жовтня 1999  | Сокорро (Нью-Мексико)       | LINEAR                      |
| (60084) 1999 TT151     | 1999 TT151           | 7 жовтня 1999  | Сокорро (Нью-Мексико)       | LINEAR                      |
| (60085) 1999 TA152     | 1999 TA152           | 7 жовтня 1999  | Сокорро (Нью-Мексико)       | LINEAR                      |
| (60086) 1999 TC152     | 1999 TC152           | 7 жовтня 1999  | Сокорро (Нью-Мексико)       | LINEAR                      |
| (60087) 1999 TY152     | 1999 TY152           | 7 жовтня 1999  | Сокорро (Нью-Мексико)       | LINEAR                      |
| (60088) 1999 TR153     | 1999 TR153           | 7 жовтня 1999  | Сокорро (Нью-Мексико)       | LINEAR                      |
| (60089) 1999 TK154     | 1999 TK154           | 7 жовтня 1999  | Сокорро (Нью-Мексико)       | LINEAR                      |
| (60090) 1999 TC156     | 1999 TC156           | 7 жовтня 1999  | Сокорро (Нью-Мексико)       | LINEAR                      |
| (60091) 1999 TG156     | 1999 TG156           | 7 жовтня 1999  | Сокорро (Нью-Мексико)       | LINEAR                      |
| (60092) 1999 TJ157     | 1999 TJ157           | 9 жовтня 1999  | Сокорро (Нью-Мексико)       | LINEAR                      |
| (60093) 1999 TR157     | 1999 TR157           | 9 жовтня 1999  | Сокорро (Нью-Мексико)       | LINEAR                      |
| (60094) 1999 TQ161     | 1999 TQ161           | 9 жовтня 1999  | Сокорро (Нью-Мексико)       | LINEAR                      |
| (60095) 1999 TX162     | 1999 TX162           | 9 жовтня 1999  | Сокорро (Нью-Мексико)       | LINEAR                      |
| (60096) 1999 TG166     | 1999 TG166           | 10 жовтня 1999 | Сокорро (Нью-Мексико)       | LINEAR                      |
| (60097) 1999 TZ166     | 1999 TZ166           | 10 жовтня 1999 | Сокорро (Нью-Мексико)       | LINEAR                      |
| (60098) 1999 TM170     | 1999 TM170           | 10 жовтня 1999 | Сокорро (Нью-Мексико)       | LINEAR                      |
| (60099) 1999 TW173     | 1999 TW173           | 10 жовтня 1999 | Сокорро (Нью-Мексико)       | LINEAR                      |
| (60100) 1999 TV175     | 1999 TV175           | 10 жовтня 1999 | Сокорро (Нью-Мексико)       | LINEAR                      |